# Shadrach Odhiambo

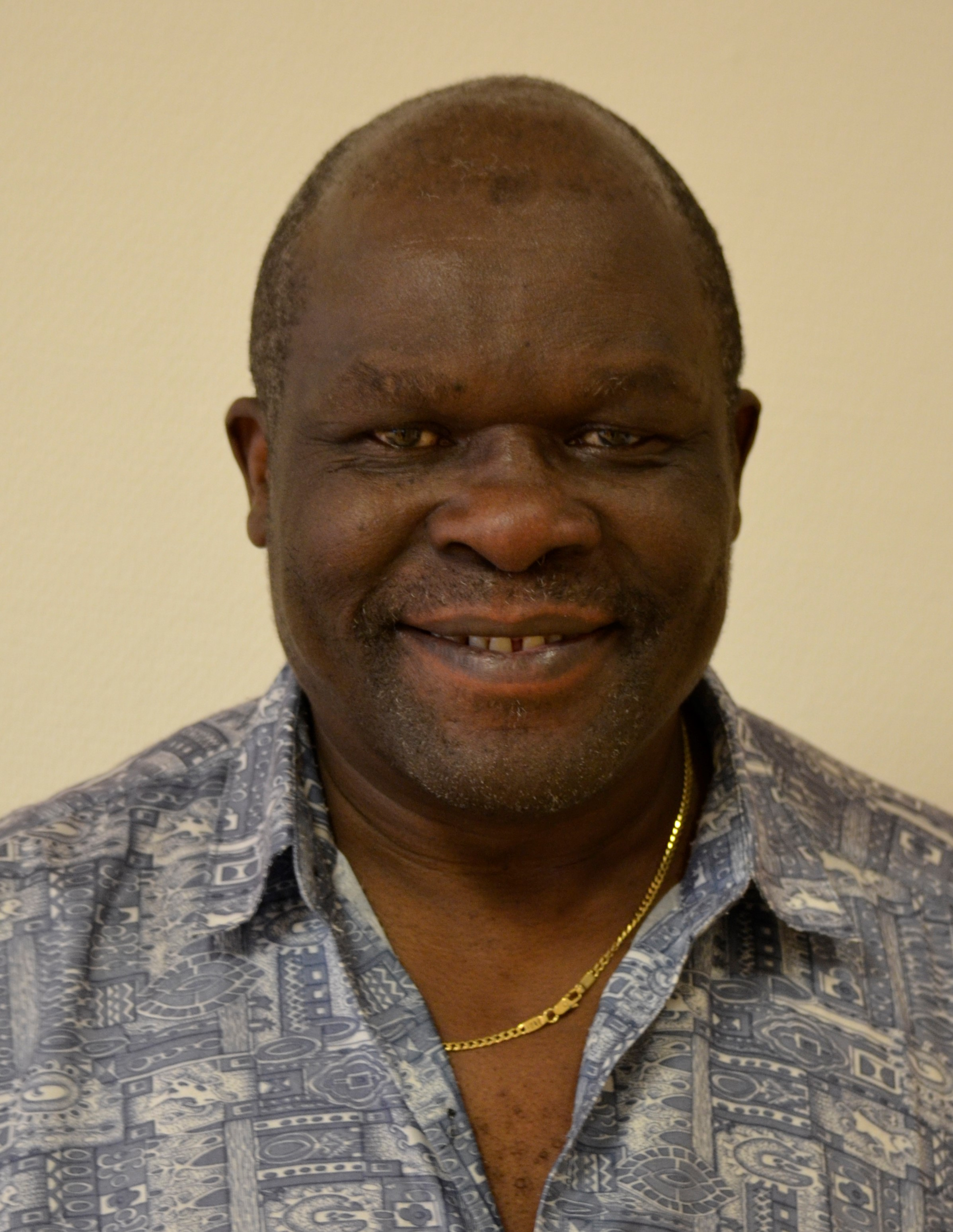
Shadrach Odhiambo 2018

Shadrach Odhiambo Gai (även känd som Hambo), född 20 oktober 1954 i Jinja, Uganda, är en svensk boxare som har vunnit SM guld fem gånger och deltagit i två OS - lätt welterviktsboxningen 1980 i Moskva och lättviktsboxningen 1984 i Los Angeles. Han har också vunnit Nordiska Mästerskapen samt Stockholm Box open tre år i rad 1982 - 1984 samt tagit silver för Uganda i samväldesspelen 1974. Hans största framgång var VM-brons i München 1982 i lätt weltervikt.
1976, som 22-åring, flydde Odhiambo från förtrycket i Idi Amins Uganda. Han var då landslagsboxare i hemlandet men hoppade av och hamnade i Göteborg. Mycket snart tog idrottskarriären fart i Sverige och han blev den förste svarte boxaren som representerade Sverige i landslaget. Hans VM-brons från 1982 var Sveriges första VM-medalj någonsin i amatörboxning. Numera bor Shadrach i Bohus, norr om Göteborg, och är tränare för Ale boxningsklubb (Ale MKF) under sin fritid.